# 깨소금

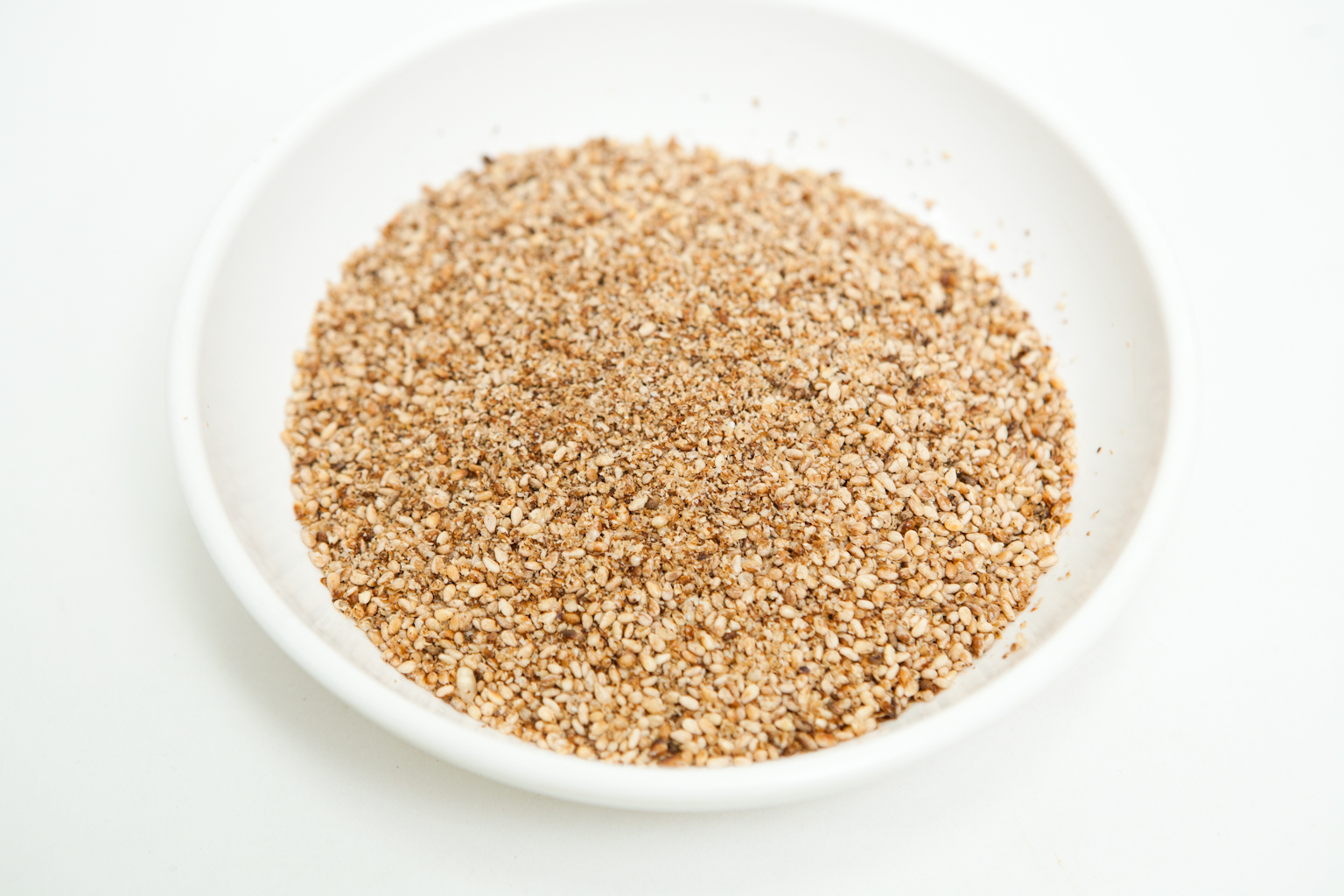
깨소금

깨소금은 참깨를 볶아 빻은 것이다.

## 같이 보기
- 고마시오